# Gabriel Hanot
Pour les articles homonymes, voir Hanot.
Gabriel Hanot, né le 6 novembre 1889 à Arras et mort le 10 août 1968 à Engenthal, est un footballeur international français, devenu journaliste et sélectionneur de l'équipe de France.
Après sa carrière de footballeur, il met en exergue ses talents de visionnaire, en travaillant notamment au lancement du championnat de France de football professionnel en 1932. Après-guerre, il mène par la suite de front sa carrière de journaliste et la responsabilité de conseiller technique du sélectionneur de l'équipe de France, dont il démissionne en 1949.
Avec ses collègues journalistes de L'Équipe, il est à l'origine du lancement de la « Coupe d'Europe des clubs champions », connue aujourd'hui sous le nom de Ligue des champions de l'UEFA, et du « Ballon d'or ».

## Biographie
Gabriel Hanot découvre le football dans la cour de récréation du lycée de Tourcoing. Il porte ensuite les couleurs de l'US Tourcoing et est champion de France USFSA en 1910. Ailier gauche, il honore quatre sélections en équipe de France en 1908 au poste d'ailier ; il n'a que dix-huit ans et quatre mois pour sa première. Il est ensuite écarté de l'équipe de France en raison des conflits entre les fédérations, le Comité français interfédéral prenant l'ascendant sur l'USFSA.

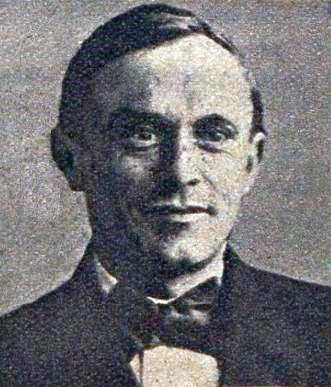
Gabriel Hanot en 1920.

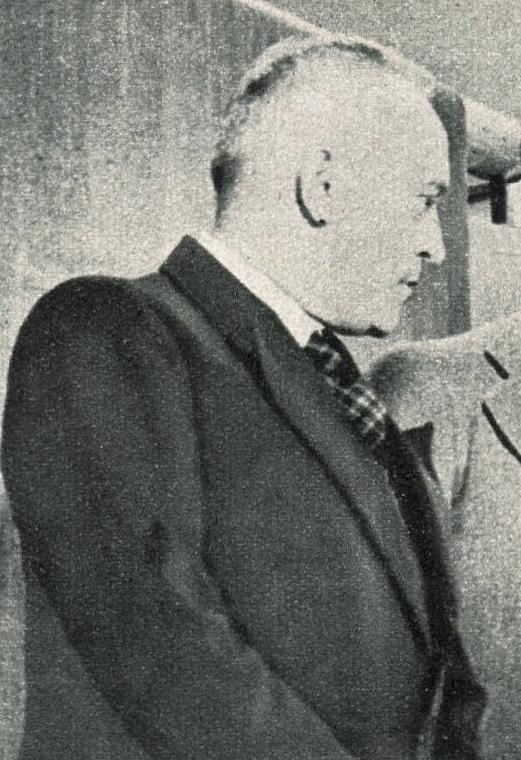
Gabriel Hanot en 1938.

Étudiant en allemand, il fait un séjour de deux ans outre-Rhin de 1910 à 1912. Il joue alors pour le FC Preussen de Berlin et devient l'un des meilleurs défenseurs latéraux de son temps. De retour en France, il profite de la réconciliation entre le CFI et l'USFSA pour retrouver la sélection nationale : il connaît huit nouvelles sélections de 1913 à 1914. C'est aussi un des piliers de la sélection régionale des Lions des Flandres,.
Pendant la Grande Guerre, Gabriel Hanot est fait prisonnier et interné au camp de Friedrichsfeld, mais il s'évade et s'engage alors dans l'aviation. Pendant ses permissions, il joue pour le club parisien de l'AS Française et honore plusieurs sélections non officielles en équipe de France. Il est officiellement sélectionné une douzième et dernière fois en 1919 face à la Belgique. À cette occasion, il est capitaine, joue inter et marque deux buts. Il doit quitter les terrains de jeu car une blessure due à un accident d'avion l'empêche de poursuivre sa carrière.
Gabriel Hanot devient alors journaliste sportif au Miroir des Sports puis à L'Équipe et s'impose comme l'une des meilleures plumes sportives françaises du XXe siècle. En 1932 il crée avec Marcel Rossini le concours du jeune footballeur. Il contribue activement à l'adoption du professionnalisme en 1932. Assistant officieux de l'équipe de France entre les deux guerres, Gabriel Hanot devient sélectionneur aux côtés de Gaston Barreau entre décembre 1945 et le 16 juin 1949, date à laquelle il écrit et publie anonymement un appel à sa propre démission.
En décembre 1934, alors directeur du Miroir des sports, il lance pour la première fois l'idée d'une coupe d'Europe des clubs de football, du fait du développement spectaculaire de l'aviation.
En 1947, Gabriel Hanot  crée l' « Amicale des Educateurs de football », dont les buts sont la promotion de cette profession et l'organisation de stages de perfectionnement. Jules Vandooren est le premier président de cette amicale, Paul Baron lui succède en 1951.
Enfin en décembre 1954, Hanot fait part à ses collègues Jacques Ferran, Jacques Goddet et Jacques de Ryswick de la rédaction de L'Équipe, d'une idée qu'il a en tête depuis quelque temps : une compétition européenne des clubs. Rapidement adoptée par les clubs, elle devient la Coupe d'Europe des champions européens,.
Quelques mois plus tard, il est à l'origine de la remise par son magazine France Football d'une récompense décernée au meilleur footballeur européen de l'année, choisi par des journalistes de toute l'Europe : le « ballon d'or »,.
Gabriel Hanot avait des idées très précises en matière de jeu, et, pour lui, le jeu anglo-saxon était le meilleur. Aussi, il détestait le « petit jeu » du Stade de Reims, ce qui lui a valu des rapports houleux avec Raymond Kopa.

## Carrière de joueur

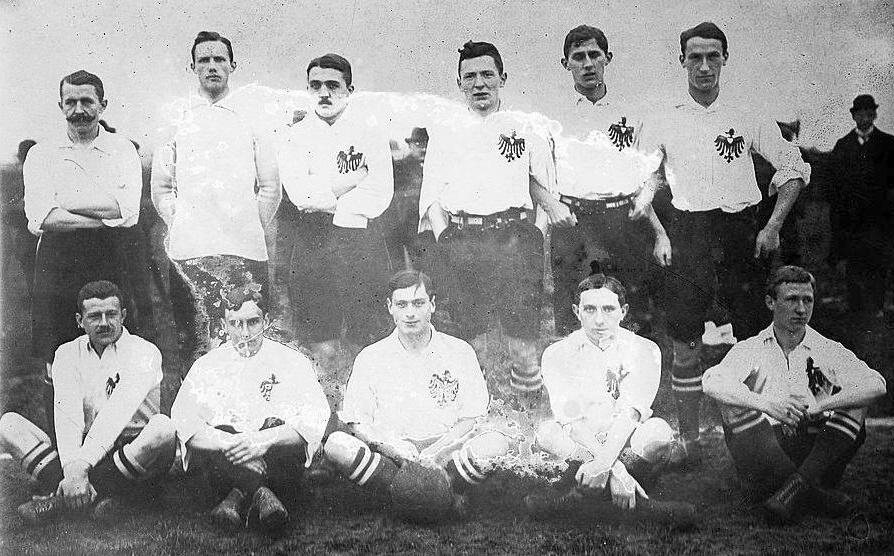
Le BFC Preussen, vers 1912.

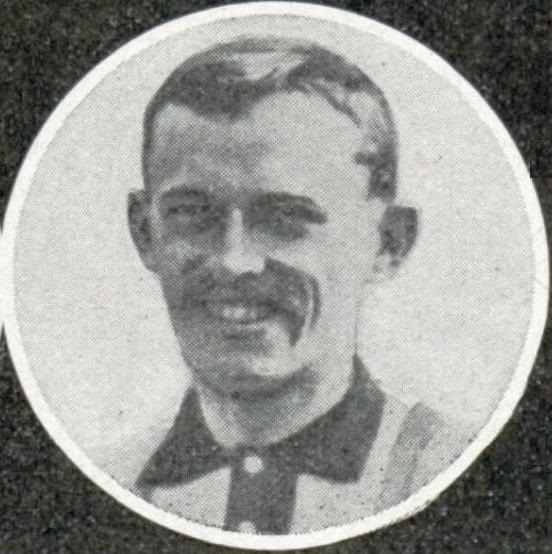
Gabriel Hanot en 1913.

- 1906-1910 : US Tourcoing  France
- 1910-1912 : BFC Preussen  Allemagne
- 1912-1915 : US Tourcoing  France
- 1916-1919 : AS Française  France

## Palmarès de joueur
- Champion de France USFSA en 1910 avec Tourcoing
- Challenge international du Nord en 1913 avec Tourcoing (finaliste en 1906)
- Champion du Nord USFSA en 1909 et 1910 avec Tourcoing
- Champion de Brandebourg en 1912 avec BFC Preussen ?
- 12 sélections (3 buts) en équipe de France entre 1908 et 1919